# فريدي ماماني
فريدي ماماني (بالإسبانية: Freddy Mamani)‏ أو فريدي ماماني سيلفستر (ولد في 1 نوفمبر 1971) هو مهندس معماري بوليفي لُوحِظ لتطوره في العمارة الأنديزية الجديدة. ويرتبط عمله أكثر بمدينة إل ألتو و مع الطبقة الاجتماعية الجديدة من البوليفيين الأصليين المتنقلين صعودا.
ولد ماماني في كاتافيو حصل على شهادته من جامعة سان أندرياس العليا و جامعة بوليفيانا دي إنتيونتيكا.

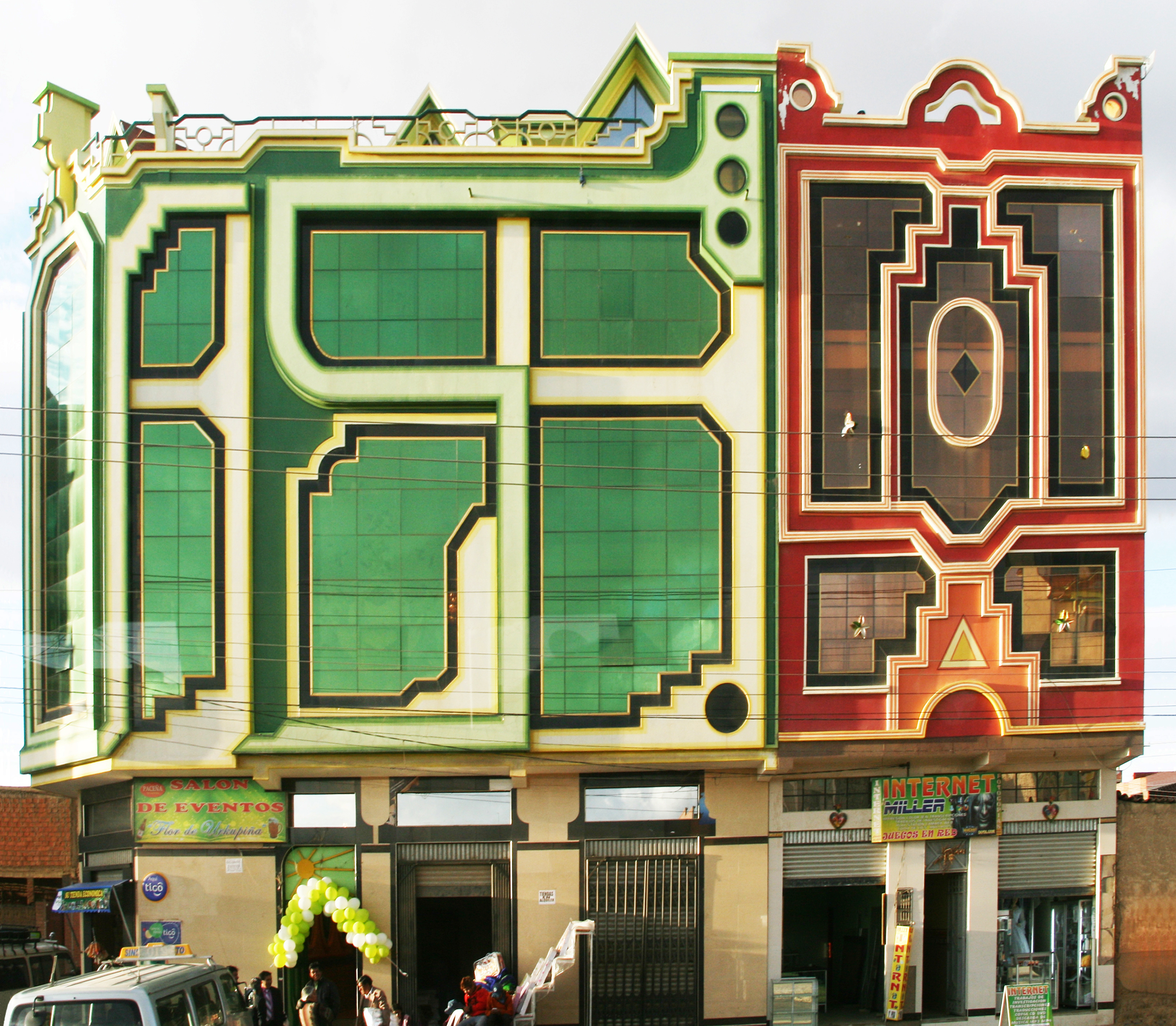
العمارة الأنديزية الجديدة